# تهوية مع استرجاع حراري

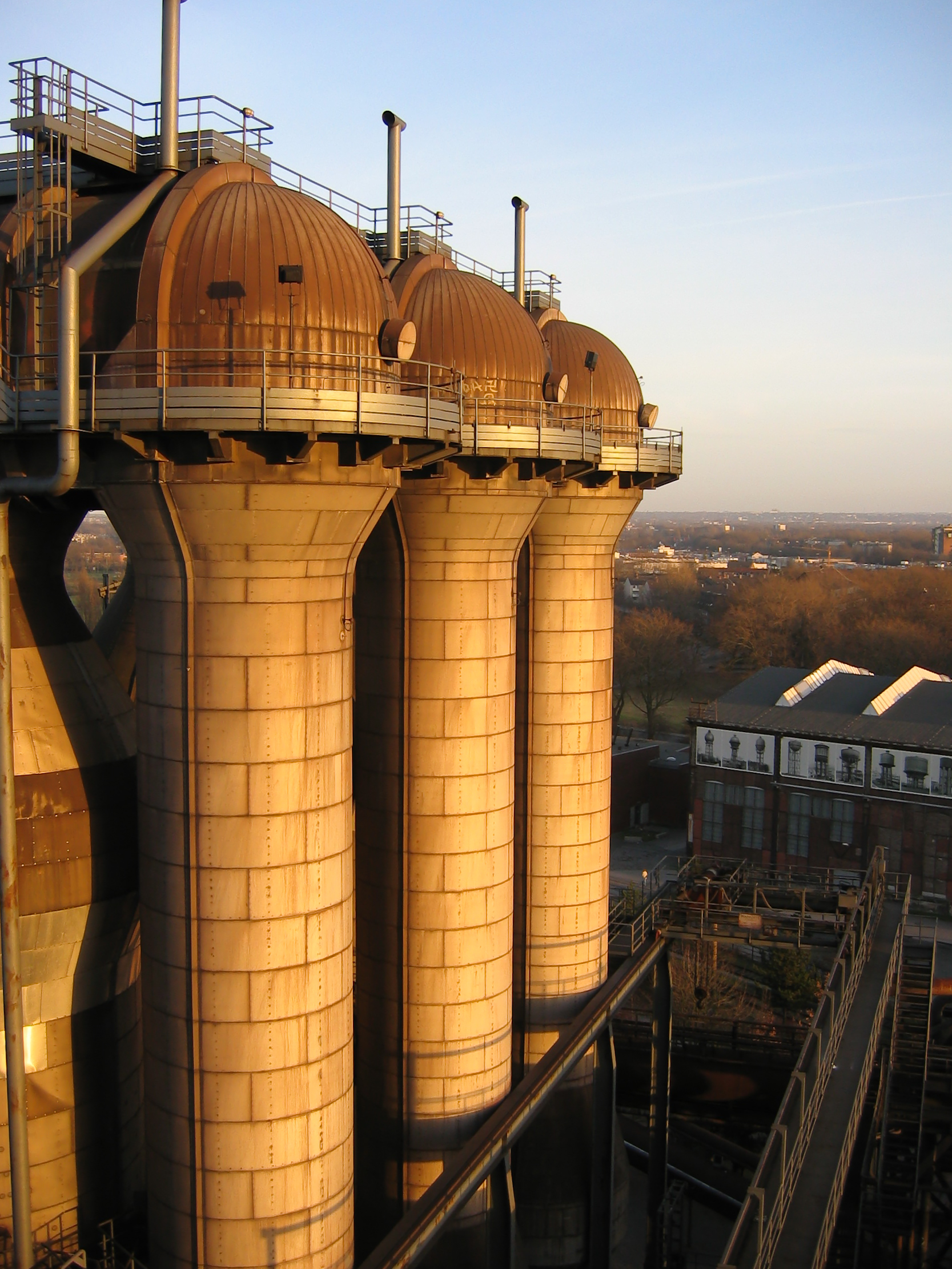

التهوية مع الاسترجاع الحراري (إتش آر في)، وتُدعى أيضًا الاسترجاع الحراري في التهوية الميكانيكية (إم في إتش آر)، نظام تهوية مع استرجاع طاقي يعمل بين مصدرين بدرجتي حرارة مختلفتين. استرجاع الحرارة طريقة تُستخدم بشكل متزايد لتقليل احتياجات التدفئة والتبريد (وبالتالي تكاليف الطاقة) للمباني. باسترجاع الحرارة المتبقية في غازات العادم، يسخن الهواء الجديد الداخل إلى نظام تكييف الهواء مسبقًا (يبرد مسبقًا)، ويزداد (ينقص) المحتوى الحراري (الإنتالبي) للهواء الجديد قبل دخول الهواء الجديد للغرفة أو قبل إجراء مبرّد الهواء عمليتيّ المعالجة الحرارية والترطيب في وحدة تكييف الهواء. يتكون نظام الاسترجاع الحراري التقليدي من وحدة مركزيّة تُشكّل نواة النظام، وقنواتٍ للهواء الجديد وهواء الخروج، ومراوح طاردة. يُستخدم هواء الخروج من المبنى إما كمصدر (منبع) أو مصرف حراري حسب الظروف المناخية والفصل واحتياجات المبنى. تستعيد أنظمة الاسترجاع الحراري عادةً 60-95% من كمية حرارة هواء الخروج وقد حَسّنت فعالية المباني بصورة ملحوظة.

## مبدأ العمل
يُصممّ نظام الاسترجاع الحراري بحيث يوفر الهواء المكيّف إلى المساحة المأهولة للحفاظ على المستوى المطلوب للراحة الحرارية. يُبقي نظام الاسترجاع الحراري المنزل مهوىً بالكامل باسترجاع الحرارة الآتية من البيئة الداخلية. يعتمد مبدأ عمل نظام الاسترجاع الحراري على نقل الطاقة الحرارية (المحتوى الحراري أو الإنتالبي) من وسط مائعٍ إلى آخر أو من وسط مائعٍ إلى وسط صلبٍ أو من سطح صلبٍ إلى وسط مائعٍ، عند درجتيّ حرارةٍ مختلفتين وبوجود تلامسٍ حراريّ. كذلك، لا يوجد تفاعلٌ مباشرٌ بين المائعين أو المائع والصلب في معظم أنظمة الاسترجاع الحراري. يُلاحظ تسرّب المائع في بعض تطبيقات أنظمة الاسترجاع الحراري بسبب الفرق في الضغط؛ ما يسبب امتزاج المائعين.

## الأنواع

### عجلات حرارية دورانية
العجلات الحرارية الدورانية هي وسائلٌ ميكانيكيةٌ لاسترجاع الحرارة. تنقل عجلةٌ معدنيةٌ مساميّةٌ دوّارةٌ الطاقة الحرارية من تيار هواءٍ إلى آخر بتمرير كل مائعٍ على حدة بشكلٍ تبادلي. يعمل النظام بتأدية دور كتلة تخزينٍ حراريّ تتخزن فيها الحرارة من الهواء بشكل مؤقت ضمن مصفوفة العجلة حتى انتقالها إلى تيار الهواء الأبرد.
يوجد نوعان من العجلات الحراريّة الدورانيّة، العجلات الحرارية وعجلات الإنتالبي (التجفيفيّة). رغم وجود تشابهٍ هندسيّ بين الاثنين، هناك فروقٌ تؤثر على عمل كل تصميمٍ. في نظامٍ يستخدم عجلةٍ تجفيفيةٍ، تنتقل الرطوبة من تيار الهواء ذي الرطوبة النسبيّة الأعلى إلى التيار المقابل بعد الّتدفّق عبر العجلة. يُمكن لذلك العمل بكلا الاتجاهين من الهواء القادم إلى الهواء الخارج وبالعكس. يمكن استخدام هواء التغذيّة مباشرةً بعد ذلك أو يُستخدم لتبريد الهواء أكثر، هذه عمليّةٌ مستهلكةٌ للطاقة.

### مبادلات حرارية ذات صفيحة ثابتة
المبادلات الحرارية ذات الصفيحة الثابتة أكثر أنواع المبادلات الحرارية استخدامًا وقد طُوِّرت على مدى أربعين عامًا. تُكدَّس (تُرص) صفائحٌ معدنيّةٌ رقيقةٌ فوق بعضها بفراغاتٍ صغيرةٍ بينها. يمرُّ نوعان مختلفان من التيارات الهوائية عبر هذه الفراغات، متجاورين مع بعضهما. يحدث انتقال الحرارة مع انتقال درجة الحرارة عبر الصفيحة من تيّارٍ هوائيٍّ إلى آخر. أنتجت فعالية هذه الأجهزة قِيَمًا وصلت إلى 90% لمردود الحرارة المحسوسة في نقل الجرارة المحسوسة من تيارٍ هوائيٍّ إلى آخر. تُعزى القيم العالية للمردود إلى ارتفاع قيم معاملات انتقال الحرارة للمواد المستخدمة، بالإضافة إلى مجالات درجة الحرارة والضغط التشغيليّ.

### أنابيب تسخين
أنابيب التسخين هي أجهزة استرجاعٍ حراريٍّ تستخدم عملية متعدّدة الأطوار لنقل الحرارة من تيارٍ هوائيٍّ إلى آخر. تنتقل الحرارة باستخدام مُبخِّرٍ ومُكثِّفٍ ضمن أنبوبٍ وسيعٍ محكمٍ يحتوي مائعًا خاضعًا لتغيير طوريٍّ دائمٍ لنقل الحرارة. يتحول المائع ضمن الأنبوب من سائلٍ إلى غازٍ في قسم المُبخِّر، مُمتصًّا الطاقة الحرارية من تيار الهواء الدافئ. يتكاثف الغاز مجددًا لحالته السائلة في قسم المكّثف حيث تتبدد الطاقة الحرارية إلى تيار الهواء الأبرد رافعةً درجة الحرارة. يُنقل المائع (السائل/الغاز) من جهةٍ إلى أخرى في أنبوب التسخين بواسطة الضغط أو قوى الفتل أو الجاذبية، حسب شكل تموْضُع أنبوب التسخين.

### مبادلات حرارية سطحية
أنظمة المبادلات الحرارية السطحية هي أنظمة استرجاعٍ حراريٍّ هجينةٍ تجمع بين مزايا تقنيات أخرى للاسترجاع الحراري مشكلةً جهازًا واحدًا، قادرًا على استرجاع الحرارة من تيار هواءٍ وتوصيلها إلى تيارٍ آخر يبعد مسافةً كبيرةً. هناك الحالة العامة لاسترجاع الحرارة بالمبادلات السطحية، إذ يتموضع مبادلان حراريّان ذوا صفيحةٍ ثابتةٍ في تيارين هوائيّين منفصلين ويتصلان بدارة مغلقة تحتوي سائلًا يُضخ باستمرار بين المبادلين الحراريين. يُسخن السائل ويُبرد باستمرار أثناء تدفقه عبر الدارة، موفّرًا الاسترجاع الحراريّ. يتطلب التدفق المستمر للسائل عبر الدارة تحرك المضخّات بين المبادلين الحراريين. مع أن هذا يزيد الطلب على الطاقة، فإن استخدام المضخّات لتدوير السائل أقلّ استهلاكًا للطاقة من استخدام المراوح لتدوير الهواء.

### مواد متغيرة الطور
المواد متغيرة الطور، ويشار إليها عادةً (بّي سي إم)، هي تكنولوجيا تُستخدم في تخزين الحرارة المحسوسة والكامنة في هيكل مبنى بقدرات تخزينٍ أعلى من مواد البناء العادية. دُرست المواد متغيرة الطور بكثافة بسبب قدرتها على تخزين الحرارة ونقل الطلب على الحرارة والبرودة من أوقات الذروة المعروفة إلى خارج أوقات الذروة.
لطالما دُرس وبُحث مفهوم استخدام الكتلة الحرارية لمبنى في تخزين الحرارة، حيث إنّ تركيب المبنى يمتصّ الحرارة للمساعدة في تبريد الهواء. أظهرت دراسةٌ مقارنةٌ للموادّ متغيرة الطور مع مواد البناء التقليدية أن قدرة التخزين الحراري للمواد متغيرة الطور أكبر باثني عشر ضعفًا من مواد البناء التقليدية عند نفس مجال درجات الحرارة. لم يُدرس انخفاض الضغط عبر المواد متغيرة الطور، فلا يمكن التعليق على الأثر الذي قد ينتج عن هذه المواد على تيارات الهواء. ولكن، بما أن المواد متغيرة الطور يمكن إشراكها مباشرة في بنية المبنى، فإنها لن تؤثر على تدفق الهواء بنفس طريقة بقية تقنيات المبادلات الحرارية، يمكن توقع عدم وجود أي ضياعات في الضغط ناتجة عن استخدام المواد متغيرة الطور في تركيب المبنى.

## التطبيقات

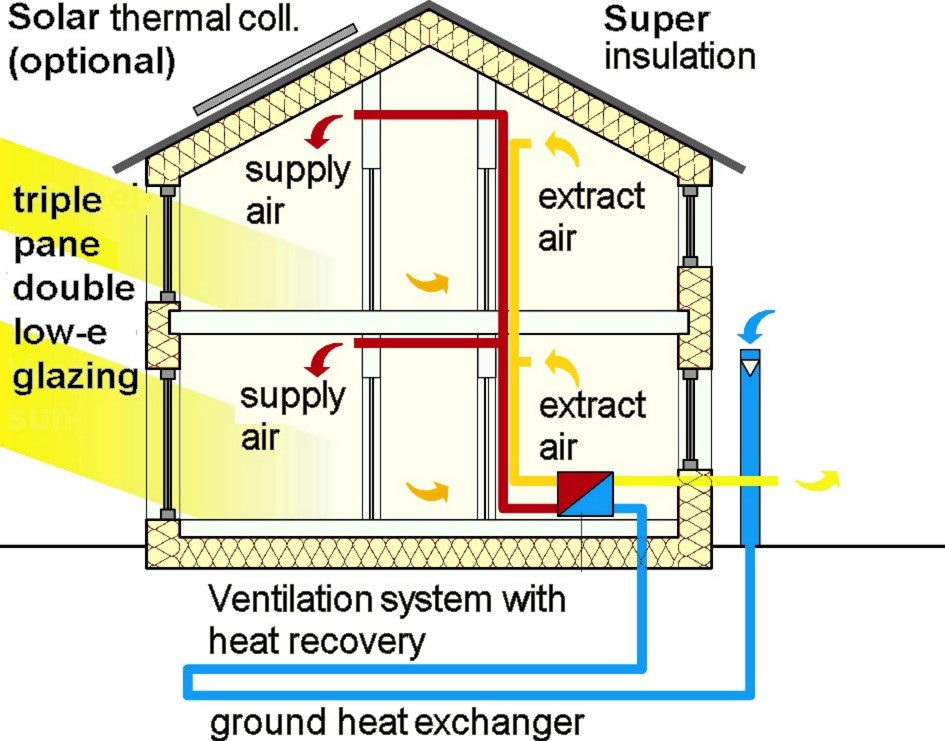
أثر العجلات الحرارية الدورانية على معدلات تدفق هواء التغذية إلى المبنى

### العجلات الحرارية الدورانية
درس أوكونور وزملاؤه أثر العجلات الحرارية الدورانية على معدلات تدفق هواء التغذية إلى المبنى. صُنع نموذجٌ حاسوبيٌّ لمحاكاة آثار عجلةٍ حراريةٍ دورانيةٍ على معدلات تدفق الهواء عند استخدامها في نظام برج رياحٍ تجاريٍّ. جرى التحقّق من المحاكاة بإجراء اختبارٍ على نموذجٍ مصغّرٍ في نفقٍ هوائيٍ تحت صوتي ذي دارة مغلقة. قورن بين النتائج في الاختبارين لتحليل معدلات تدفق الهواء. مع أنّ تدفق الهواء انخفض بالمقارنة مع برج رياحٍ دون عجلةٍ حرارية دورانيةٍ، تحققت معدلات التهوية الموصى بها للأشخاص في مدرسةٍ أو بناءٍ مكتبيّ عند سرعة هبوب رياحٍ خارجيةّ 3 م/ثا، وهي أقلّ من سرعة هبوب الرياح الوسطيّة في المملكة المتحدة (4-5 م/ثا).
لم تكتمل بياناتٌ تجريبيةٌ على نموذجٍ بالحجم الكامل أو اختباراتٌ ميدانيةٌ في هذه الدراسة؛ لذا لا يمكن الحسم في إثبات جدوى العجلات الحرارية الدورانية للمكاملة في نظام برج رياحٍ تجاريٍّ. لكن، رغم تناقص معدلات تدفق الهواء ضمن المبنى بعد إدخال العجلة الحرارية الدورانية، لم يكن هذا التناقص كبيرًا بما يكفي لمنع الوصول إلى معدلات التهوية الموصى بها. لم تُجرَ أبحاثٌ كافيةٌ بعدُ لتحديد ملاءمة العجلات الحرارية الدورانية للتهوية الطبيعية، يمكن الوصول إلى معدلات التهوية المناسبة للتغذية إلّا أنَّ القدرات الحرارية للعجلة الحرارية الدورانية لم تُدرس بعد. من النافع إجراء المزيد من الأبحاث لزيادة فهم النظام.